# StarCraft: Game Music Vol. 1
StarCraft: Game Music Vol. 1 – pierwsza oficjalna ścieżka dźwiękowa, zawierająca utwory z gry StarCraft i dodatku Brood War skomponowane przez Tracy'ego W. Busha, Dereka Duke'a, Jasona Hayesa i Glenna Stafforda, a także sporą część remiksów i utworów zainspirowanych StarCraftem, stworzonych przez kilku południowokoreańskich DJ-ów. Album został wydany w styczniu 2000 roku na kasecie magnetofonowej oraz 17 lutego 2000 roku na płycie CD przez Net Vision Entertainment.

## Formaty i listy utworów
Kaseta, CD:
| Nr  | Tytuł utworu                                                           | Długość |
| --- | ---------------------------------------------------------------------- | ------- |
| 1.  | „Prologue: Requiem” (skomponowany przez Blizzard Entertainment)        | 2:13    |
| 2.  | „Rescue The Marines” (Remix - skomponowany przez Honey Family)         | 3:47    |
| 3.  | „Nuclear Attack” (skomponowany przez Jung Dana)                        | 4:11    |
| 4.  | „12th Area” (Terran Theme - skomponowany przez Jijix)                  | 4:29    |
| 5.  | „Zerg Are Coming” (Zerg Theme - skomponowany przez Shin Hae Chul)      | 4:37    |
| 6.  | „Kerrigan” (Humming - skomponowany przez Blizzard Entertainment)       | 4:14    |
| 7.  | „I Felt It Was You” (skomponowany przez Mina)                          | 3:39    |
| 8.  | „John's Prediction” (skomponowany przez MC Sniper)                     | 5:08    |
| 9.  | „Overmind Theme” (skomponowany przez Nam Koong Yun)                    | 3:55    |
| 10. | „For Adun” (Protoss Theme - skomponowany przez Novasonic)              | 2:46    |
| 11. | „Rescue The Marines” (Radio Version - skomponowany przez Honey Family) | 3:32    |
| 12. | „Epilogue” (skomponowany przez Blizzard Entertainment)                 | 5:04    |
| 13. | „Nonstop Remix” (skomponowany przez Blizzard Entertainment)            | 6:53    |

Korean CD:
| Nr  | Tytuł utworu                                                         | Długość |
| --- | -------------------------------------------------------------------- | ------- |
| 1.  | „Prologue: Requiem” (skomponowany przez Blizzard Entertainment)      | 2:13    |
| 2.  | „마린 일병 구하기” (Remix - skomponowany przez Honey Family)         | 3:47    |
| 3.  | „Nuclear Attack” (skomponowany przez Jung Dana)                      | 4:11    |
| 4.  | „12th Area” (Terran Theme - skomponowany przez Jijix)                | 4:29    |
| 5.  | „Zerg Are Coming” (Zerg Theme - skomponowany przez Shin Hae Chul)    | 4:37    |
| 6.  | „캐리건” (Humming - skomponowany przez Blizzard Entertainment)       | 4:14    |
| 7.  | „너란걸 느꼈어” (skomponowany przez Mina)                            | 3:39    |
| 8.  | „요한계시록” (skomponowany przez MC Sniper)                          | 5:08    |
| 9.  | „Overmind Theme” (skomponowany przez Nam Koong Yun)                  | 3:55    |
| 10. | „For Adun” (Protoss Theme - skomponowany przez Novasonic)            | 2:46    |
| 11. | „마린 일병 구하기” (Radio Version - skomponowany przez Honey Family) | 3:32    |
| 12. | „Epilogue” (skomponowany przez Blizzard Entertainment)               | 5:04    |
| 13. | „Nonstop Remix” (skomponowany przez Blizzard Entertainment)          | 6:53    |

## Twórcy i personel pracujący nad ścieżką dźwiękową
- Skomponowana przez Tracy'ego W. Busha, Dereka Duke'a, Jasona Hayesa i Glenna Stafforda z Blizzard Entertainment oraz południowokoreańskich DJ-ów Kuk-Hyun Hana, Kim Tae Ho, Fractala, Shin Hae Chula, Jae Chula, Nam Goong Yona, Kim Jung-yoo oraz Kim Young-Seoka.
- Zaaranżowana przez Kuk-Hyun Hana, Fractala, Woo-Sik Junga, Shin Hae Chula, Jae Chula, Nam Goong Yona, Son Sung Wona oraz Novasonic
- Za wykonanie odpowiadają Honey Family, Jung Dana, Jijix, Shin Hae Chul, Lee Ji Yeong, Mina, MC Sniper, Nam Goong Yon i Novasonic.

Źródło: